# هرمان شلوم
هرمان شلوم (انگلیسی: Herman Schlom؛ ‏ ۱ ژانویهٔ ۱۹۰۴ – ۱ ژانویهٔ ۱۹۸۳) بازرگان، و تهیه‌کننده فیلم اهل ایالات متحده آمریکا بود. وی بیشتر برای شرکت‌های ریپابلیک پیکچرز و آر.ک.ئو فعالیت نمود.
از جمله فیلم‌های وی در نقش تهیه‌کننده، می‌توان به شیطان در کمین، شکار مرگبار و قاتل مادرزاد اشاره کرد. او همچنین در فیلم دراکولا دستیار کارگردان بود.